# Tetrapleura tetraptera
Tetrapleura tetraptera är en ärtväxtart som först beskrevs av Julius Heinrich Karl Schumann och Peter Thonning, och fick sitt nu gällande namn av Paul Hermann Wilhelm Taubert. Tetrapleura tetraptera ingår i släktet Tetrapleura och familjen ärtväxter. Inga underarter finns listade i Catalogue of Life.

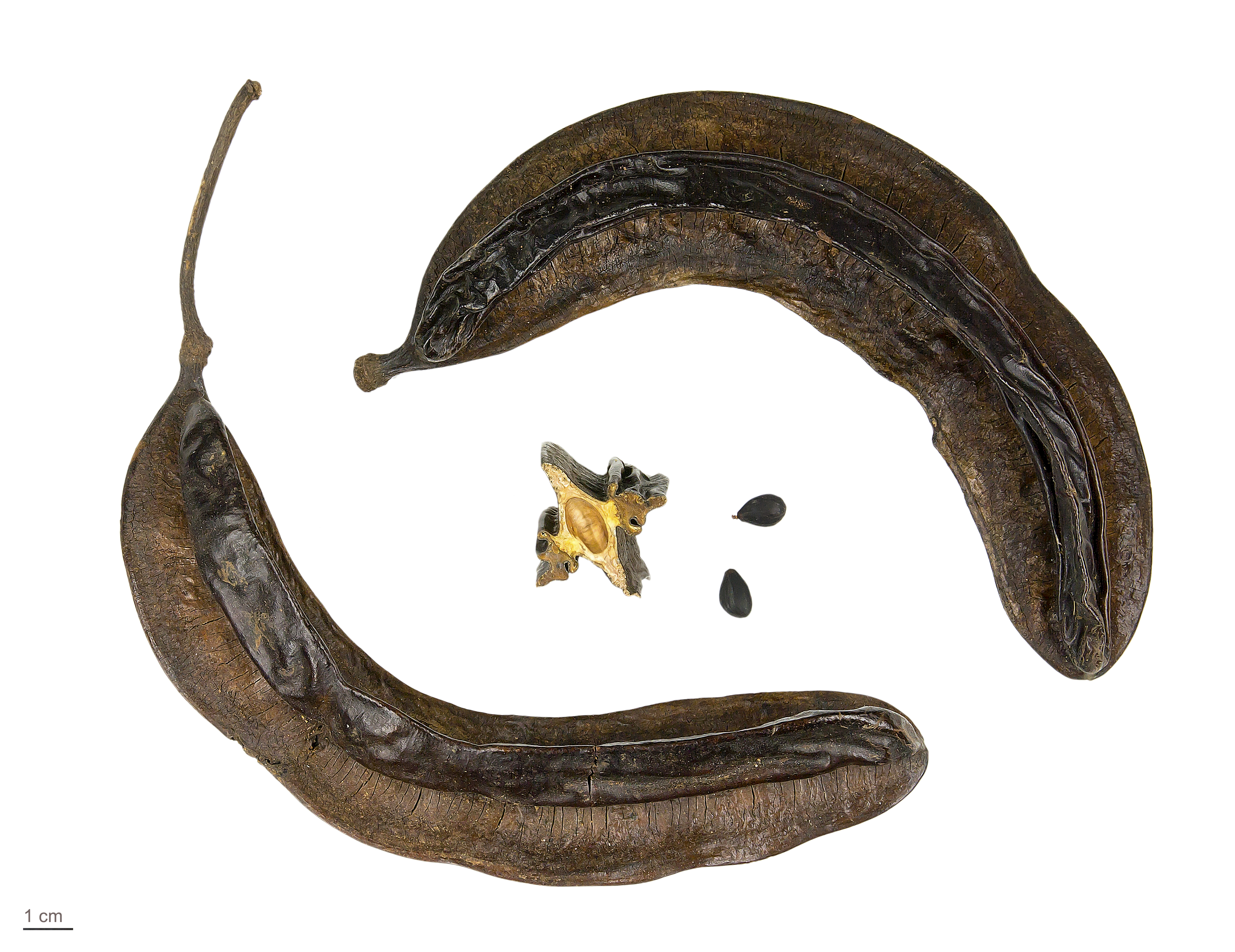
Tetrapleura tetraptera